# Sidney Janis
Sidney Janis (Buffalo, 8 juli 1896 – New York, 23 november 1989) was een Amerikaans kunstverzamelaar, kunsthandelaar en galeriehouder. Hij speelde rond het midden van de 20e eeuw een vooraanstaande rol in de internationale kunsthandel. Met de expositie New Realists in 1962 was hij een van de drijvende krachten achter de opkomst van de popart.
In 1948 opende Janis zijn eerste galerie in New York, waar hij naast abstract expressionisten als Jackson Pollock, Willem de Kooning, Franz Kline, Philip Guston, Mark Rothko en Robert Motherwell ook Europese kunst toonde, zoals Pierre Bonnard, Paul Klee, Joan Miró en Piet Mondriaan. 

## Leven en werk
Janis begon na de highschool in de schoenenhandel van zijn oudere broer in Buffalo in de staat New York. In 1925 trouwde hij met Harriet Grossman die schrijfster was en een grote liefde voor moderne kunst, muziek en literatuur bezat. Het paar bezocht zoveel mogelijk tentoonstellingen van eigentijdse kunst en begon deze ook te verzamelen, terwijl Janis ondertussen een succesvolle textielonderneming opzette, de M'Lord Shirt Company. Het eerste werk in de verzameling, een ets van James McNeill Whistler, werd een jaar later geruild tegen Interieur in Nice van Henri Matisse. In het begin van de jaren 30 reisden zij een meerdere keren naar Parijs, maakten kennis met kunstenaars als Mondriaan, Picasso, Léger en Brâncuși en kochten werk van dezen en van Matisse, Giorgio de Chirico, Salvador Dalí en Henri Rousseau. In New York sloot het echtpaar vriendschap met Arshile Gorky, Frederick Kiesler en Marcel Duchamp, die zij regelmatig in hun appartement ontvingen. 
In 1934 trad Janis toe tot het bestuur van het Museum of Modern Art tezamen met Alfred Barr en Meyer Schapiro. Hij gaf het museum negentien schilderijen in bruikleen waaronder werk van Mondriaan en Picasso. Als voorzitter van het bestuur wist hij in 1939 Picasso's werk Guernica voor het museum te verwerven. Dat jaar verkocht hij zijn textielonderneming en richtte zich volledig op de kunst. Samen met zijn vrouw werkte hij aan kunstbeschouwingen zoals Abstract and Surrealist Art in America waarin zij verbanden leggen tussen abstractie en surrealisme en werk bespreken van onder andere Georgia O'Keeffe, Arthur Beecher Carles, Man Ray, Leon Kelly, Mark Rothko en Ray Eames. In 1942 was Janis betrokken bij de organisatie van de tentoonstelling First Papers of Surrealism, georganiseerd door André Breton en Marcel Duchamp en schreef een voorwoord voor de catalogus. In 1946 maakte hij naast Alfred Barr en Duchamp deel uit van een jury van een kunstprijs.

## 'Sidney Janis Gallery'
In 1948 opende hij de Sidney Janis Gallery in de West 57th Street met een tentoonstelling van Fernand Léger. Daarna volgden Piet Mondriaan (1949 en 1951), de Fauves (1950), Van Brâncuși tot Duchamp (1951), De vroege Léger (1951), Henri Rousseau (1951), Josef Albers (1952) en Dada (1953). In 1953 presenteerde hij een lustrumexpositie, 5 Years of Janis, met werk van Willem de Kooning, Alberto Giacometti, Arshile Gorky en Jackson Pollock, waarin hij Amerikaanse kunst met Europese kunst confronteerde.

## 'New Realists'
In 1962 toonde hij onder de titel International Exhibition of the New Realists het werk van 54 jonge kunstenaars die een doorbraak van de popart zou betekenen. Deelnemers waren onder anderen de Amerikanen Roy Lichtenstein, Wayne Thiebaud, Andy Warhol, Claes Oldenburg, Jim Dine, Robert Indiana, James Rosenquist, Tom Wesselmann en George Segal, de Europeanen Arman, Daniel Spoerri, Christo, Jean Tinguely, Niki de Saint Phalle, Martial Raysse, Yves Klein, Enrico Baj, Tano Festa, Mimmo Rotella, Mario Schifano, Peter Blake en Peter Phillips. Inleidingen voor de catalogus van deze eerste grote overzichtstentoonstelling van de popart werden geschreven door Janis, John Ashbery en Pierre Restany. De expositie had mede tot gevolg dat Mark Rothko, Philip Guston, Adolph Gottlieb en Robert Motherwell hun zakelijke verbinding met Janis beëindigden. Willem de Kooning bleef aan.

## Stichting
Zijn echtgenote overleed in 1963. In 1967 schonk Janis ruim honderd schilderijen aan het Museum of Modern Art, waaronder werk van Picasso, Mondriaan, Paul Klee en Umberto Boccioni In 1988 richtte hij een stichting op om zijn vermogen te beheren en benoemde zichzelf en zijn zoons tot bewindvoerders. Hij bracht een collectie van bijna vijfhonderd kunstwerken onder in zijn stichting. De galerie vierde in januari 1989 haar veertigjarig bestaan met een terugblik op de eerste jaren en toonde topstukken van Léger, Mondriaan, Hans Arp, Matisse en Alberto Giacometti. Nadat Sidney Janis eind 1989 op 93-jarige leeftijd was overleden werd de galerie tot 1998 voortgezet door zijn zoon Carroll.

## Tentoonstellingen
- 1970: Sidney and Harriet Janis Collection, Kunsthalle Basel; Akademie der Künste, Berlin; Kunsthalle Nürnberg
- 1971: Von Picasso bis Warhol: 100 Werke aus dem Museum of Modern Art in New York (The Sidney and Harriet Janis Collection), Kunsthalle Köln; Württembergischer Kunstverein, Stuttgart

## Afbeeldingen

Schilderijen die door zijn handen gingen
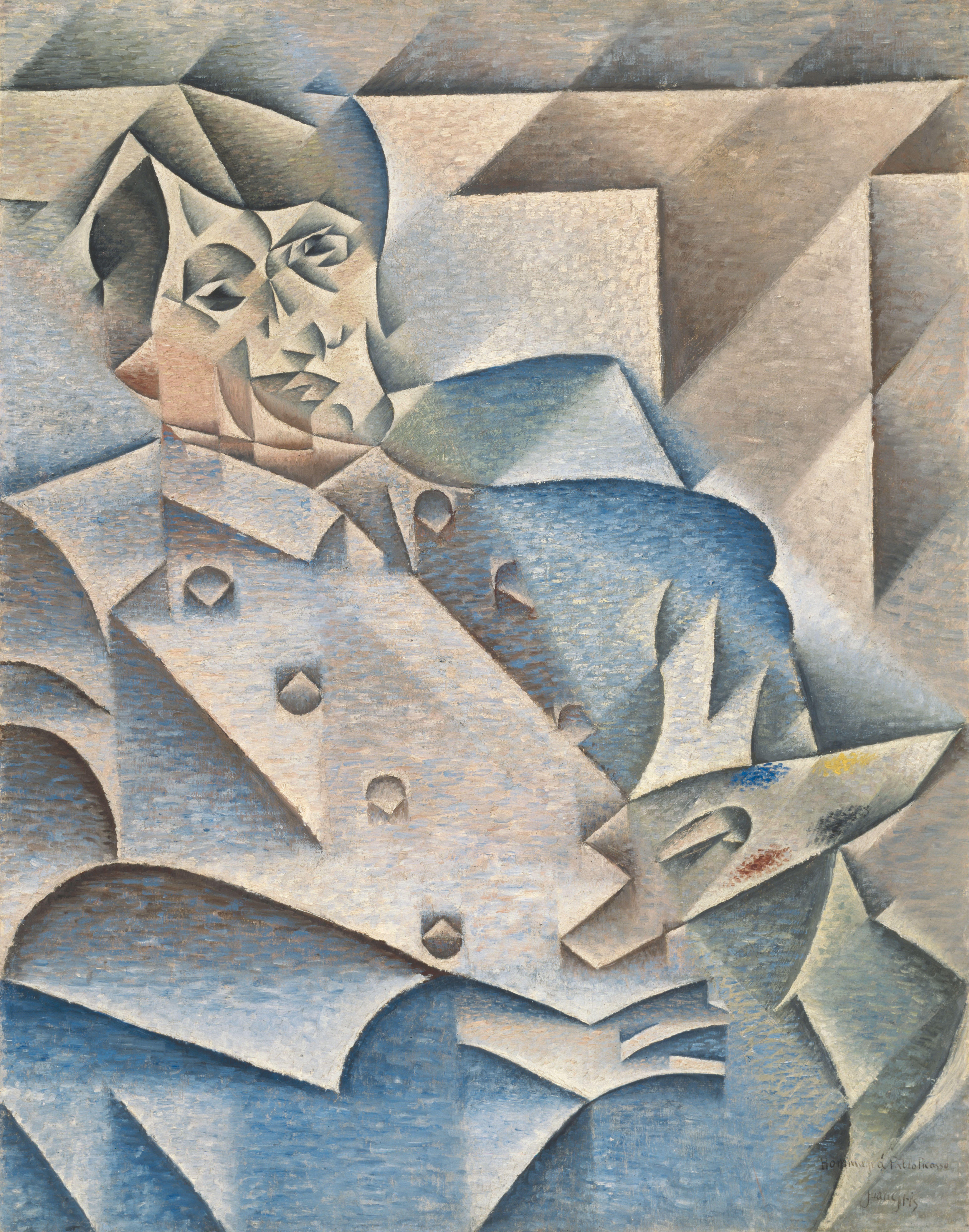
Juan Gris: Portret van Pablo Picasso (getoond op de expositie Cubism in 1956)
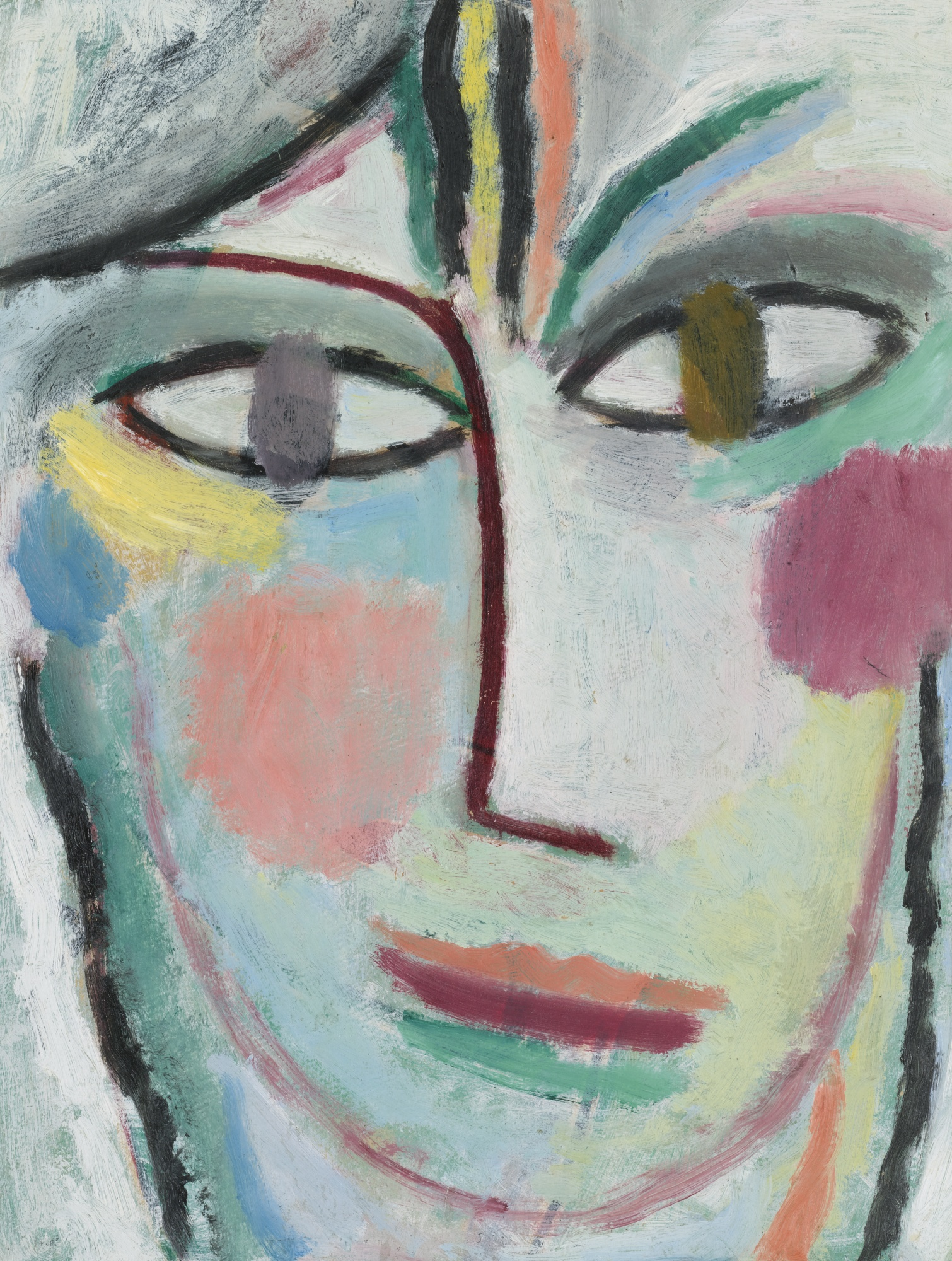
Alexej von Jawlensky: Femina, 1922
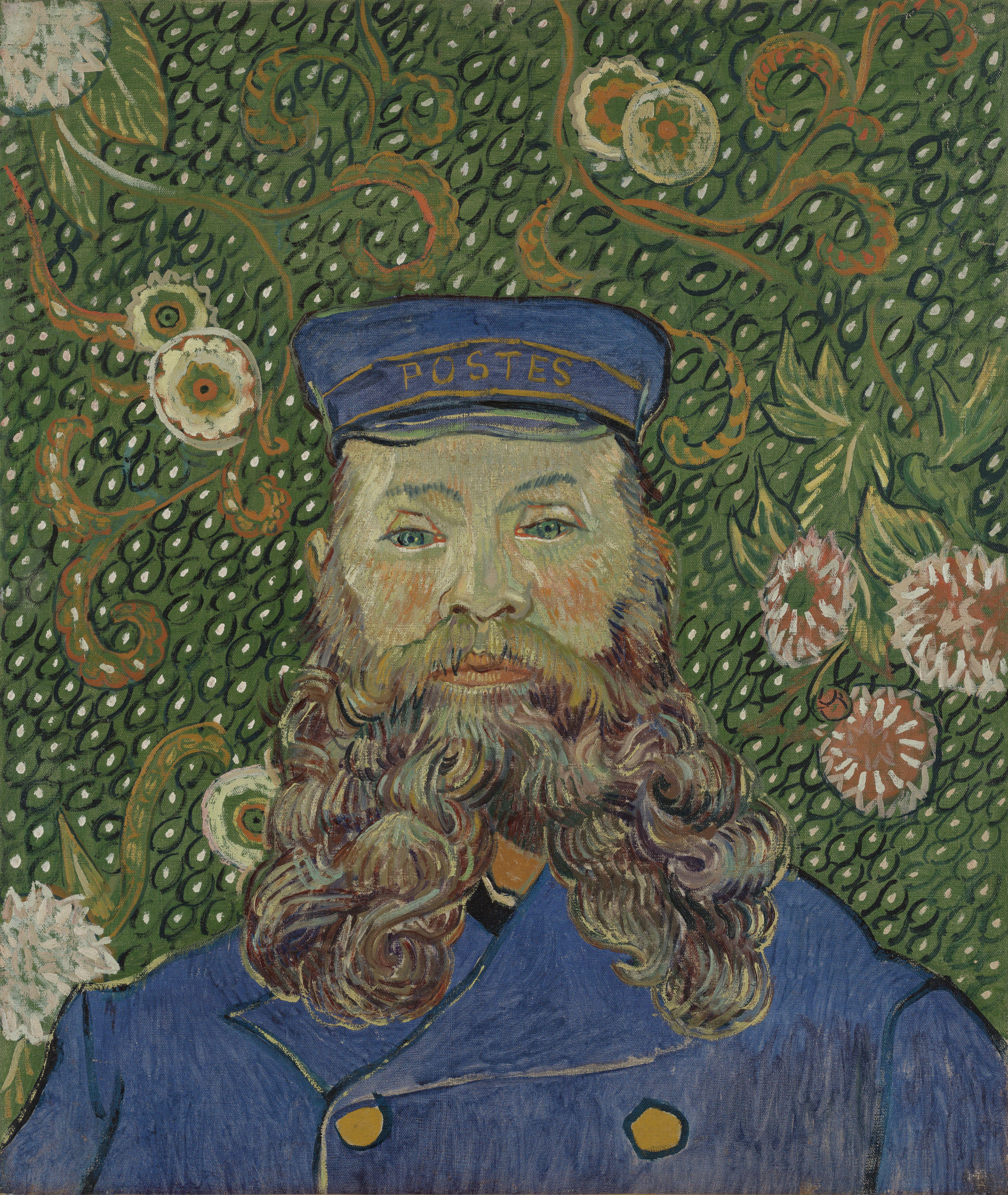
Vincent van Gogh: Joseph Roulin
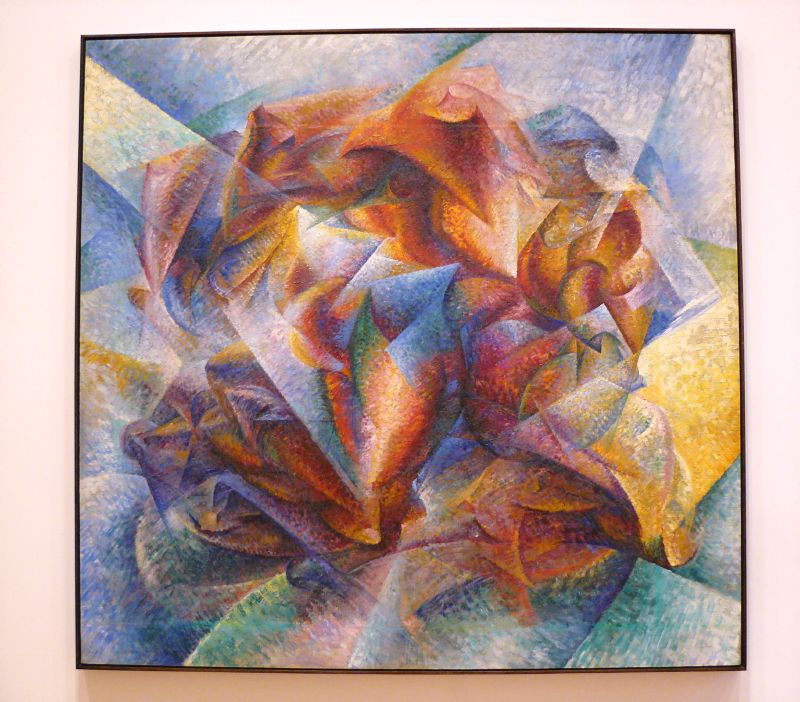
Umberto Boccioni, Dynamiek van een voetballer